# Bruno Minniti
Bruno Minniti (Lecco, 2 februari 1974) is een Italiaans voormalig wielrenner. Hij liep een jaar stage bij Lampre-Daikin, maar wist geen contract af te dwingen.

## Belangrijkste overwinningen
1996
- Giro del Canavese - Trofeo Sportivi Valperghesi (U23)

1998
- Italiaans kampioen op de weg, Amateurs

## Grote rondes
Geen